# Ralph Heskett
Ralph Heskett CSsR (ur. 3 marca 1953 w Sunderlandzie) – brytyjski duchowny katolicki, biskup Hallam od 2014.

## Życiorys
Święcenia kapłańskie otrzymał 10 lipca 1976 w zakonie redemptorystów. Był m.in. przełożonym domu zakonnego w Kinnoull, prowincjałem oraz proboszczem kilku zakonnych parafii.
18 marca 2010 papież Benedykt XVI mianował go ordynariuszem diecezji Gibraltaru. Sakry biskupiej udzielił mu 10 lipca 2010 arcybiskup Michael Bowen.
20 maja 2014 papież Franciszek mianował go biskupem diecezji Hallam. Ingres odbył się 10 lipca 2014.